# جان باتی
جان باتی (انگلیسی: John Battye; ۱۹ مهٔ ۱۹۲۶ – ژوئن ۲۰۱۶ (۹۰ ساله)) بازیکن فوتبال اهل بریتانیا بود.
از باشگاه‌هایی که در آن بازی کرده‌است می‌توان به باشگاه فوتبال هادرزفیلد تاون و باشگاه فوتبال یورک سیتی اشاره کرد.